# USS North Carolina (SSN-777)
Pour les autres navires du même nom, voir USS North Carolina.
L’USS North Carolina (SSN-777) est un sous-marin nucléaire d'attaque de classe Virginia de l’US Navy. Il est actuellement en service depuis 2008.